# 麻生駅
麻生駅（あさぶえき）は、北海道札幌市北区北40条西5丁目にある札幌市営地下鉄南北線の駅である。駅番号はN01。なお、かつてはほぼ同じ位置に札幌市電鉄北線の麻生町停留場があった。

## 歴史
- 1963年（昭和38年）11月17日：市電鉄北線 北27条 - 麻生町間延伸 (非電化) に伴い、停留場開業
- 1964年（昭和39年）12月1日：市電鉄北線 麻生町 - 新琴似駅前間延伸 (非電化)
- 1967年（昭和42年）11月1日：市電鉄北線全線電化
- 1974年（昭和49年）5月1日：市電鉄北線廃止
- 1978年（昭和53年）3月16日：地下鉄南北線北24条駅 - 麻生駅間延伸開業に伴い、駅設置
- 2008年（平成20年）11月1日：JR線不通時に新琴似駅から当駅を通じての代替輸送開始
- 2009年（平成21年）12月：ICカード専用改札機設置
- 2012年（平成24年）
  - 6月4日：ホームでの折り返し運転開始[1]
  - 7月10日：可動式ホーム柵が稼動開始[2]
- 2015年（平成27年）6月11日：北改札口のキヨスクがセブン-イレブンに転換、営業開始
- 2022年（令和4年）10月31日 : 先述のセブン-イレブンが閉店[3]
- 2024年（令和6年）4月22日：14時15分より終日、麻生-北24条駅間が運休、北24条駅-真駒内駅間の折り返し運転を実施。11時01分ころ真駒内行き列車で北24条駅発車後タイヤのパンクを検知[4]、徐行運転後真駒内駅にて車両交換を行った上で車両基地にて確認したところ、パンクのほかにタイヤホイールに大きな変形が発生していることが発覚、麻生-北24条駅間を点検した結果、更新工事中の南側転轍機に不具合が発見された。転轍機は復旧工事を行い、翌日始発から通常運転となった。[5][6][7]

## 駅構造
1面2線の島式ホーム。南側にクロス式転轍機が、北側に片渡り式転轍機と縦に2編成留置できる留置線が2本ある。開業以来、南側の転轍機は事故などで運行が乱れたときを除き、2番ホームで停泊した列車（初電）と深夜の到着便の一部（2本あるうち東側の留置線および1番ホームで停泊する便）にしか使われず、それ以外の時間帯に到着する電車は2番ホームから北側の留置線へ一旦回送された後1番ホームに入線し、真駒内方面行として出発する方式をとっていたが、2012年6月4日より南側の転轍機を利用しホームで折り返しをする方式に変更された。 ただし、真駒内方の転轍機が工事のため使用停止されていた2023年（令和5年）4月1日 - 7月31日及び2024年（令和6年）4月1日 - 7月31日は、開業当初の折り返し方法が使用された。 
南北線初の可動式ホーム柵（ホームドア）設置駅である。
ホーム両端に階段・エスカレーターがあり、ホームとコンコースを結ぶエレベーター（通過型）は専用の改札とともにホーム中央に設置された。コンコースのこの付近に地上へのエレベーター（直角型）も設置された。駅出入口は8ヶ所あり、南側の出入口がバスターミナルに接続している。北側の1番出入口は構造物の関係で、一度階段を下りてからまた上る特殊な構造になっている。

### のりば
| ホーム | 路線   | 行先                       |
| ------ | ------ | -------------------------- |
| 1・2   | 南北線 | さっぽろ・大通・真駒内方面 |

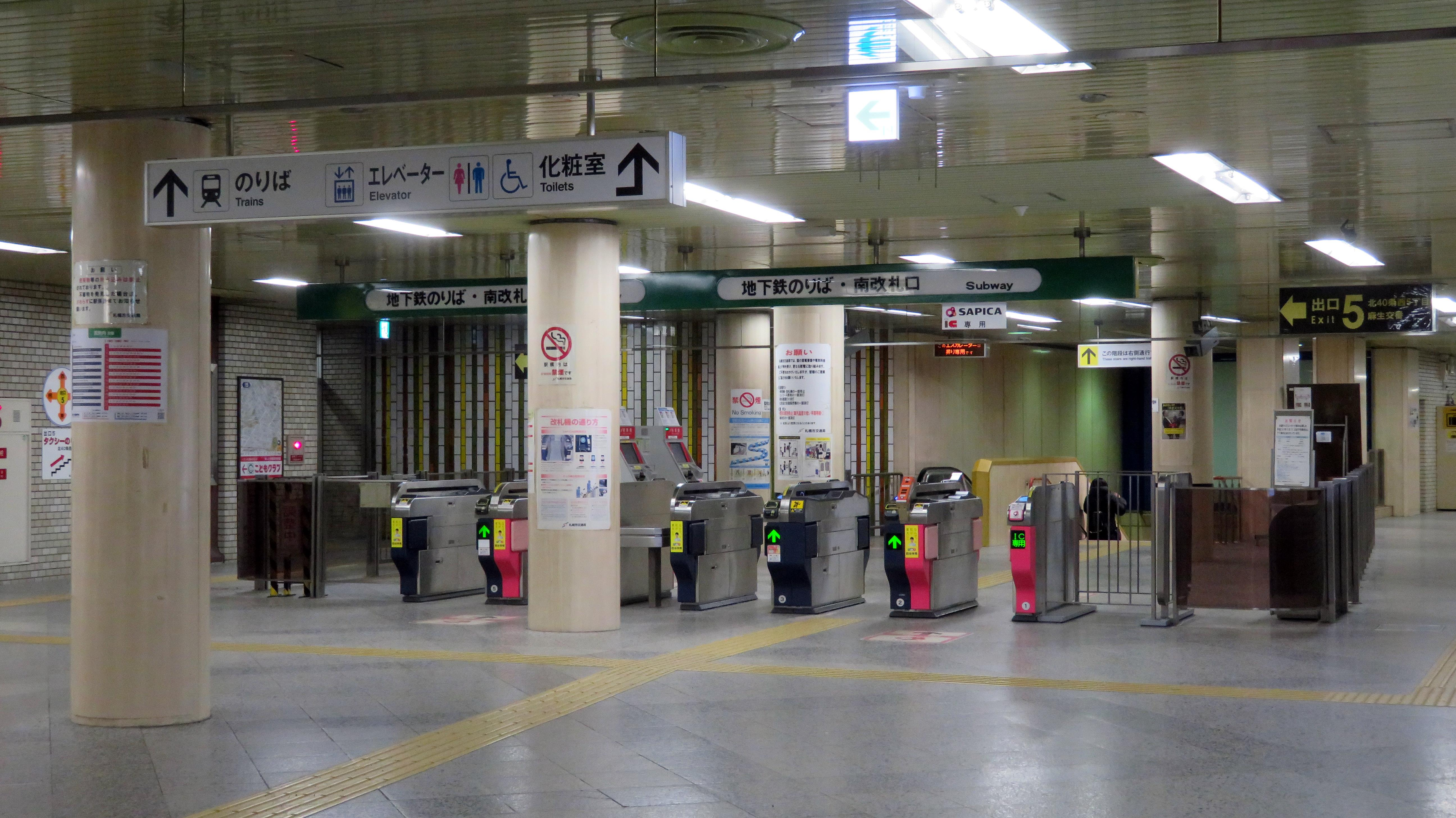
改札口
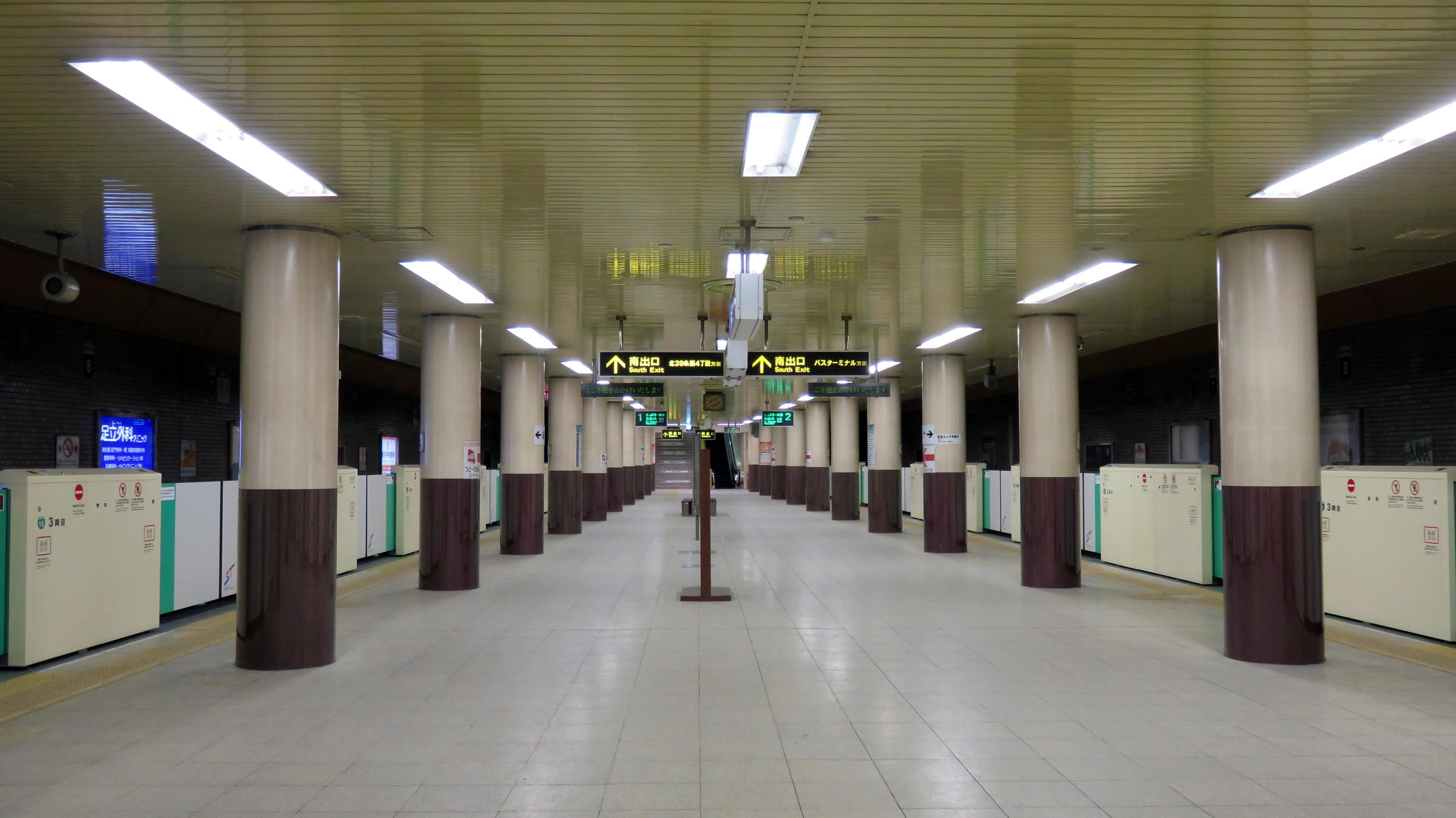
ホーム
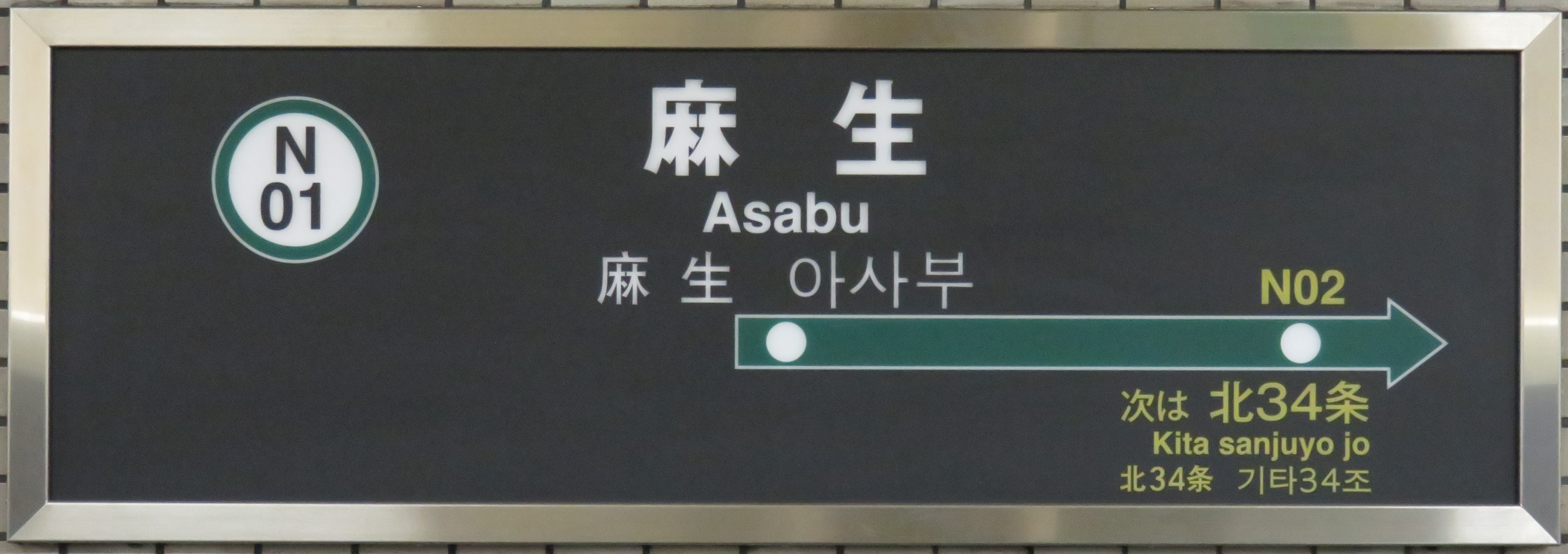
駅名標

### 出口
| 出口番号 | 出口周辺                     | 備考 |
| -------- | ---------------------------- | ---- |
| 1        | JR新琴似駅                   |      |
| 2        | 麻生球場・札幌市下水道科学館 |      |
| 3        | 新琴似図書館・北区体育館     |      |
| 4        | 札幌麻生郵便局               |      |
| 5        | 麻生交番                     |      |
| 6        |                              |      |
| 7        | 麻生保育園・バスターミナル   |      |
| 8        | 麻生総合センター             |      |

## 利用状況
札幌市交通局によると、2022年度の1日平均乗車人員は17,897人である。札幌市営地下鉄では札幌中心部のさっぽろ駅、大通駅に次ぐ第3位で、他線との乗り換えがない単独駅としては第1位である。2001年度までは減少傾向が続いていたが、その後は概ね横ばい傾向にある。2020年は新型コロナウイルスの流行とそれに伴う「緊急事態宣言」による外出の自粛で利用者数が激減したと推定される。
近年の1日平均乗車人員の推移は以下の通りである。
| 年度               | 1日平均 乗車人員 | 出典   |
| ------------------ | ---------------- | ------ |
| 1994年（平成06年） | 27,306           | [ 10 ] |
| 1995年（平成07年） | 27,563           | [ 10 ] |
| 1996年（平成08年） | 26,361           | [ 10 ] |
| 1997年（平成09年） | 24,873           | [ 10 ] |
| 1998年（平成10年） | 24,025           | [ 10 ] |
| 1999年（平成11年） | 23,403           | [ 10 ] |
| 2000年（平成12年） | 23,042           | [ 10 ] |
| 2001年（平成13年） | 22,520           | [ 10 ] |
| 2002年（平成14年） | 22,363           | [ 10 ] |
| 2003年（平成15年） | 21,877           | [ 11 ] |
| 2004年（平成16年） | 21,831           | [ 11 ] |
| 2005年（平成17年） | 22,420           | [ 11 ] |
| 2006年（平成18年） | 22,502           | [ 11 ] |
| 2007年（平成19年） | 22,330           | [ 11 ] |
| 2008年（平成20年） | 22,030           | [ 11 ] |
| 2009年（平成21年） | 21,257           | [ 11 ] |
| 2010年（平成22年） | 21,263           | [ 11 ] |
| 2011年（平成23年） | 21,156           | [ 11 ] |
| 2012年（平成24年） | 21,348           | [ 11 ] |
| 2013年（平成25年） | 21,389           | [ 11 ] |
| 2014年（平成26年） | 21,116           | [ 12 ] |
| 2015年（平成27年） | 20,658           | [ 12 ] |
| 2016年（平成28年） | 20,930           | [ 13 ] |
| 2017年（平成29年） | 20,854           | [ 13 ] |
| 2018年（平成30年） | 20,678           | [ 14 ] |
| 2019年（令和元年） | 20,242           | [ 15 ] |
| 2020年（令和02年） | 15,036           | [ 15 ] |
| 2021年（令和03年） | 15,853           | [ 15 ] |
| 2022年（令和04年） | 17,897           | [ 15 ] |

## 駅周辺
西5丁目樽川通、丘珠空港通など、5つの通りが集中する。駅付近は商業地で、大型店以外にも業務ビルと中小の商店が密集する。駅の所在地は北40条西5丁目であるが、駅北側の地名は麻生町である。
- JR札沼線（学園都市線） 新琴似駅 - 北西約500メートル
- 国道231号
  - 北海道中央バス「北41東1」停留所
- 札幌市新琴似図書館
- 北区新琴似まちづくりセンター
- 北警察署麻生交番
- 札幌市麻生児童会館
- 麻生総合センター
- 麻生緑地
- 札幌市麻生球場
- 札幌市下水道科学館
- 札幌北郵便局
- 札幌麻生郵便局
- 北海道労働金庫札幌麻生支店
- 北洋銀行麻生支店
- 北海道銀行麻生支店
- 北陸銀行麻生支店
- 札幌市農業協同組合（JAさっぽろ）新琴似支店
- イオン札幌麻生店（麻生駅直結）
- マックスバリュ北40条店
- 東光ストア麻生店
- ロイヤルホスト麻生店
- サイゼリヤイオン札幌麻生店
- ニトリ札幌本社
  - ニトリ麻生店（本店）
- 北大学力増進会札幌北本部、スポーツクラブZip麻生

## バス路線
バスの乗り場は駅の南北端に2つあり、方向別で分けられている。
行先や乗り場は麻生バスターミナルを参照。

## その他
- 駅スタンプは麻生駅のイニシャルAの中に札幌市下水道科学館が描かれている[16]。

## 隣の駅
札幌市営地下鉄
 南北線
麻生駅 (N01) - 北34条駅 (N02)